# Silene gynodioica
Silene gynodioica är en nejlikväxtart. Silene gynodioica ingår i släktet glimmar, och familjen nejlikväxter.

## Underarter
Arten delas in i följande underarter:
- S. g. glandulosa
- S. g. gynodioica
- S. g. peduncularis